# Años 1610 a. C.
La década de los años 1610 a. C. comenzó el 1 de enero de 1619 a. C. y terminó el 31 de diciembre de 1610 a. C.

Corresponde al siglo XVII a. C.